# Хор (сезон 3)
«Хор» (англ. Glee) — американский телевизионный сериал, выходящий на канале FOX с 19 мая 2009 года, и рассказывающий о хоре «Новые горизонты» вымышленной школы имени Уильяма МакКинли в городе Лайма, штат Огайо. Третий сезон включает 22 серии, вышедшие в США с 20 сентября 2011 по 22 мая 2012 года. Премьера в России состоялась 6 мая 2014 на канале ТНТ.

## Сюжетные линии
Райан Мёрфи подтвердил, что отдельные сюжетные линии продолжатся и в третьем сезоне, включая определение Сантаной Лопез (Ная Ривера) её сексуальности и отношения руководителя хора Уилла Шустера (Мэттью Моррисон) с психологом Эммой Пиллсбери (Джейма Мэйс). Блейн Андерсон (Даррен Крисс) переведётся из академии Далтон в школу МакКинли и станет одним из главных персонажей шоу, а линия его отношений с Куртом Хаммелом (Крис Колфер) — одной из центральных. У тренера команды поддержки Сью Сильвестр (Джейн Линч) появится новая любовь, а также она будет баллотироваться в Конгресс. В школе МакКинли появится новый временный персонаж, который является заклятым врагом Сью. Биологическая мать Рейчел Берри (Лиа Мишель) — Шелби Коркоран (Идина Мензель) вернется преподавать в МакКинли на целых двенадцать эпизодов.

## Эпизоды
| № | Премьера         | Оригинальное название         | Русское название                | Сценарист              | Режиссёр               |  |
| --- | ---------------- | ----------------------------- | ------------------------------- | ---------------------- | ---------------------- |  |
| 45 (3.01) | 20 сентября 2011 | The Purple Piano Project      | Проект «Фиолетовое пианино»     | Брэд Фэлчак            | Эрик Штольц            |  |
| Уилл Шустер подыскивает способ перенаправить «Новые горизонты» в нужное русло после проигрыша на весенних национальных соревнованиях. Сью Сильвестр решает баллотироваться в конгресс, а Блейн Андерсон переводится в школу МакКинли ради Курта. |                  |                               |                                 |                        |                        |  |
| 46 (3.02) | 27 сентября 2011 | I Am Unicorn                  | Я — единорог                    | Райан Мёрфи            | Брэд Фэлчак            |  |
| Уилл Шустер и Майк Чанг устраивают для нескольких членов хора танцевальный лагерь, чтобы отточить их навыки, а биологическая мать Рейчел Шелби Коркоран возвращается в МакКинли в качестве руководителя второго хора, организованного Шугар Мотта. Курт и Блейн соперничают за право исполнять главную партию, а Куинн намеревается вернуть свою дочь Бэт. |                  |                               |                                 |                        |                        |  |
| 47 (3.03) | 4 октября 2011   | Asian F                       | Азиатская двойка                | Альфонсо Гомес-Реджон  | Брэд Фэлчак            |  |
| Майк Чанг находясь под давлением отца выбирает между танцами и учёбой в Гарварде, а Эмма Пилсберри отказывается знакомить Уилла со своими родителями. Мерседес и Рейчел борются за главную роль в мюзикле; роль получает Рейчел, а Мерседес покидает хор. |                  |                               |                                 |                        |                        |  |
| 48 (3.04) | 1 ноября 2011    | Pot O’ Gold                   | Горшок с золотом                | Элисон Адлер           | Адам Шенкман           |  |
| В школе МакКинли появляется Рори, студент по обмену из Ирландии и живёт в семье Бриттани. Чтобы не дать Сью стать конгрессменом и закрыть постановку Вестсайдской истории, Барт Хаммел решает составить ей конкуренцию и тоже баллотироваться в конгресс. Сантана и Бриттани покидают «Новые горизонты» и присоединяются ко второму хору школы МакКинли, «Помехи». |                  |                               |                                 |                        |                        |  |
| 49 (3.05) | 8 ноября 2011    | The First Time                | Первый раз                      | Роберто Агуирре-Сакаса | Брэдли Бакер           |  |
| Подготовка к постановке мюзикла «Вестсайдская история» под руководством Арти Абрамса находится на стадии завершения. Финн встречается с отборщиком из футбольной лиги, который предлагает ему место в команде и одновременно оказывает знаки внимания тренеру Шэнон Бист. Курт и Блейн переходят на новых этап в их отношениях после посещения гей-бар. Возвращаются «Соловьи» академии Далтон с новым солистом Себастьяном, который имеет виды на Блейна.                            |                  |                               |                                 |                        |                        |  |
| 50 (3.06) | 15 ноября 2011   | Mash Off                      | Отказ                           | Майкл Хитчкок          | Эрик Штольц            |  |
| Сью разворачивает клеветническую кампанию против Барта Хаммела. Уилл Шустер и Шелби Коркоран устраивают дружеское соревнование между двумя хоровыми коллективами школы Маккинли. Рейчел в поддержку Курта отказывается претендовать на место президента старших классов, а сексуальная ориентация Сантаны становится достоянием общественности. |                  |                               |                                 |                        |                        |  |
| 51 (3.07) | 29 ноября 2011   | I Kissed a Girl               | Я поцеловала девушку            | Мэттью Ходсон          | Тейт Донован           |  |
| Сантана совершает каминг-аут и признаётся своей семье, что является лесбиянкой. Пак понимает, что его чувства к Шелби Коркоран были ненастоящими и возвращается к Куинн. Сью проигрывает Барту Хаммелу на выборах в конгресс, а выборы президента старших классов с огромным подозрительным отрывом выигрывает Курт. Рейчел признаётся, что подтасовала результаты; президентом становится Бриттани, а Рейчел отстранена от участия в отборочных с занесением в личное дело.          |                  |                               |                                 |                        |                        |  |
| 52 (3.08) | 6 декабря 2011   | Hold on to Sixteen            | Оставайтесь шестнадцатилетними  | Росс Максвелл          | Брэдли Бекер           |  |
| В школу Маккинли возвращается Сэм Эванс и снова присоединяется к хору, которые сталкиваются с жёсткой конкуренцией на отборочных в лице Хармони — конкурентки Курта и Рейчел на поступление в Нью-Йоркскую Академию Драматических Искусств. Между тем, Себастьян делает вторую попытку с Блейном. |                  |                               |                                 |                        |                        |  |
| 53 (3.09) | 13 декабря 2011  | Extraordinary Merry Christmas | Невероятно счастливое Рождество | Марти Ноксон           | Мэттью Моррисон        |  |
| «Новые горизонты» празднуют Рождество. Перед хором встаёт выбор: сняться в рождественской телепередаче на местном телевидении или выступить на мероприятии для бездомных, которое организовывает Сью Сильвестр. Между тем Рори Флаган скучает по дому и находит поддержку в лице Сэма Эванса, который также вдали от семьи, а Рейчел пытается помочь Финну выбрать ей подарок. |                  |                               |                                 |                        |                        |  |
| 54 (3.10) | 17 января 2012   | Yes/No                        | Да/Нет                          | Брэд Фэлчак            | Эрик Штольц            |  |
| В Маккинли начинается второй семестр, который будет последним для выпускников. Уилл просит хористов помочь ему сделать Эмме предложение, а Сэм присоединяется к школьной команде по синхронному плаванию, чтобы вернуть Мерседес. Бекки обращает внимание на Арти, а Финн определяется со своими планами на жизнь после окончания школы. Финн делает предложение Рейчел. |                  |                               |                                 |                        |                        |  |
| 55 (3.11) | 31 января 2012   | Michael                       | Майкл                           | Альфонсо Гомес-Рейон   | Райан Мёрфи            |  |
| Уилл Шустер объявляет «Неделю Майкла», в течение которой хор будет исполнять кавер-версии его хитов. Хотя «Новые горизонты» и «Соловьи» академии Далтон вместе поют песни Майкла Джексона, соперничество между ними усиливается перед грядущими региональными соревнованиями. Куинн первой из старшеклассников узнаёт, получила ли она место в колледже, а Курт и Рейчел получают новости из Нью-йоркской академии драматических искусств.                                            |                  |                               |                                 |                        |                        |  |
| 56 (3.12) | 7 февраля 2012   | The Spanish Teacher           | Учитель испанского              | Пэрис Барклай          | Иэн Бреннан            |  |
| Когда способности Уилла Шустера как учителя испанского ставятся под сомнение, он отправляется на вечерние курсы повышения квалификации. Преподаватель курсов Дэвид Мартинес становится потенциальным конкурентом на место учителя испанского в школе Маккинли. Рэйчел рассказывает Курту и Мерседес, что Финн сделал ей предложение. |                  |                               |                                 |                        |                        |  |
| 57 (3.13) | 14 февраля 2012  | Heart                         | Сердце                          | Брэд Фэлчак            | Эли Адлер              |  |
| Выпуск, посвящённый Дню Святого Валентина. Мерседес рассказывает Шейну о Сэме. Впервые появляются отцы Рейчел, Хирам и Лерой Берри, которые устраивают ужин. Арти и Рори пытаются ухаживать за Шугар, которая организовывает в школе танцевальный вечер. В Маккинли появляется новый студент, убеждённый христианин Джо Харт, возвращается выздоровевший Блейн и Карофски, который предлагает Курту встречаться.                                                                      |                  |                               |                                 |                        |                        |  |
| 58 (3.14) | 21 февраля 2012  | On My Way                     | Уже в пути                      | Бредли Бекер           | Роберто Агуирре-Сакаса |  |
| На региональных соревнованиях хоровых клубов «Новые горизонты» вновь сталкиваются с «Соловьями» академии Далтон, которых они уже побеждали в прошлом году. Себастьян извиняется перед Блейном и остальными за то, что пытался насолить им. В новой школе узнают о сексуальной ориентации Карофски и тот пытается покончить с собой. Финн и Рейчел решают пожениться сразу после региональных и сталкиваются с непониманием родителей. Куинн, опаздывая на свадьбу, попадает в аварию. |                  |                               |                                 |                        |                        |  |
| 59 (3.15) | 10 апреля 2012   | Big Brother                   | Старший брат                    | Майкл Хитчкок          | Эрик Штольц            |  |
| После аварии Куинн оказывается прикована к инвалидному креслу. Купер Андерсон, старший брат Блейна и звезда рекламы, приезжает в город и даёт членам хора мастер-класс по актёрскому мастерству. Сью узнаёт, что у её будущего ребёнка может быть синдром Дауна. |                  |                               |                                 |                        |                        |  |
| 60 (3.16) | 17 апреля 2012   | Saturday Night Glee-ver       | Glee-хорадка субботнего вечера  | Мэттю Ходжсон          | Брэдли Бакер           |  |
| Задание недели — жанр диско и фильм «Лихорадка субботнего вечера». Член «Вокального адреналина» Уэйд обращается за советом к Мерседес и Курту. Финн испытывает неуверенность по поводу своего будущего. |                  |                               |                                 |                        |                        |  |
| 61 (3.17) | 24 апреля 2012   | Dance with Somebody           | Потанцуй с кем-нибудь           | Росс Максвелл          | Пэрис Барклай          |  |
| «Новые горизонты» хотят отдать дань уважения Уитни Хьюстон. Курт увлечён перепиской со своим новым другом Чендлером, что вызывает беспокойство Блейна. Уилл и Эмма начинают планировать свадьбу. Джо идёт вместе с Куинн на физиотерапию. |                  |                               |                                 |                        |                        |  |
| 62 (3.18) | 1 мая 2012       | Choke                         | Удушье                          | Марти Ноксон           | Майкл Аппендаль        |  |
| Рейчел и Курт готовятся выступить на прослушивании перед Кармен Тибидо из Нью-Йоркской академии драматических искусств. Тренер Бист сталкивается с рукоприкладством Кутера. Пак должен сдать экзамен по географии, чтобы окончить школу. |                  |                               |                                 |                        |                        |  |
| 63 (3.19) | 8 мая 2012       | Prom-asaurus                  | Балозавр                        | Райан Мёрфи            | Эрик Штольц            |  |
| Бриттани выбирает в качестве темы выпускного бала динозавров. Рейчел, Курт, Блейн, Пак и Бекки устраивают альтернативную вечеринку в отеле. Куинн скрывает, что к ней возвращается способность ходить. |                  |                               |                                 |                        |                        |  |
| 64 (3.20) | 15 мая 2012      | Props                         | Реквизит                        | Йен Бреннан            | Йен Бреннан            |  |
| Рейчел пытается убедить Кармен Тибидо дать ей ещё один шанс. Шеннон понимает, что должна расстаться с Кутером. Хоккеист Рик подбивает Пака на драку. Тина заявляет, что устала быть на подпевках, но странное видение после падения в фонтан помогает ей увидеть мир чужими глазами и понять значимость своей роли. |                  |                               |                                 |                        |                        |  |
| 65 (3.21) | 15 мая 2012      | Nationals                     | Национальные                    | Эли Адлер              | Эрик Штольц            |  |
| «Новые горизонты» отправляются на Национальные соревнования в Чикаго. Главные конкуренты — «Вокальный адреналин» под руководством Джесси с Уэйдом в качестве солиста. Судьи — актриса Линдси Лохан, блогер Перес Хилтон и местный политик Мартин Фонг. |                  |                               |                                 |                        |                        |  |
| 66 (3.22) | 22 мая 2012      | Goodbye                       | Прощание                        | Брэд Фэлчак            | Брэд Фэлчак            |  |
| Для выпускников наступает момент прощания со школой. Курт, Рейчел и Финн ожидают результатов своих прослушиваний, а Пак — результатов экзамена по географии. Бриттани остаётся на второй год. |                  |                               |                                 |                        |                        |  |

## Производство
Шоу запланировано к производству компаниями 20 Century Fox и Ryan Murphy Television и будет транслироваться в США на телеканале Fox. Создатели сериала Ян Бреннан, Брэд Фэлчак и Мёрфи будут выступать в роли исполнительных продюсеров вместе с Данте Ди Лорето. Для Бреннана это является повышением, поскольку ранее он выступал лишь в роли исполнительного сопродюсера и писателя. Первый и второй сезоны были написаны исключительно Бреннаном, Фэлчаком и Мёрфи. Также Мёрфи намеревался создать группу из пяти-шести писателей в январе 2010 года, но этот план был отложен в связи с нежеланием команды изменять рабочий процесс. В мае 2011 года Фэлчак объявил, что в связи с необходимостью привнесения «свежего» голоса в сериал разыскиваются новые писатели. «Мы пытаемся привлечь множество причудливых и интересных людей и совершенно не таких, каких вы возможно ожидаете». Мёрфи сообщил, что всего пять новых писателей начнут работать над шоу в июне 2011 года, на это время запланировано начало создания сюжета. Этими новыми писателями, согласно подтвержденной информации, будут Элисон Эдлер (которая также является исполнительным сопродюсером), Марти Нокстон и Майкл Хичкок (которые являются продюсерами-консультантами), а также штатные писатели Мэтт Ходжсон и Росс Максвелл. Третий сезон будет состоять из двух «мини-сезонов», имитирующих два семестра средней школы . В то время как предыдущие сезоны включали множественно трибьют-эпизодов, посвященных артистам, таким как Мадонна и Бритни Спирс, мюзиклу ''The Rocky Horror Show'' и альбому Rumors группы Fleetwood Mac, Мёрфи планирует создание лишь одного подобного трибьюта в третьем сезоне в виде двухчасового телевизионного фильма. Фэлчак был менее конкретен в отношении количества или формата, сказав, что если трибьют-эпизод и будет, то «во второй половине сезона». Первоначально было заявлено, что съемки сезона начнутся 10 августа 2011 года, но они начались 9 августа. Режиссёром первого эпизода сезона стал Эрик Штольц и съемки уже завершены. Актёрский состав приступил к записи музыки 8 августа 2011 года, и в том же месяце начал работу над рождественским альбомом, который выйдет в ноябре.

## Актёрский состав
Четырнадцать из пятнадцати членов основного актёрского состава второго сезона должны вернуться в третьем сезоне: Моррисон в роли директора хорового коллектива Уилла Шустера, Линч в роли тренера черлидеров Сью Сильвестр, Мэйс в роли консультанта Эммы Пиллсбери, Дианна Агрон, Крис Колфер, Кевин Макхейл, Лиа Мишель, Кори Монтейт, Хизер Моррис, Эмбер Райли, Ная Ривера, Марк Саллинг и Дженна Ашковиц в ролях членов хорового коллектива Куинн Фабре, Курта Хаммела, Арти Абрамса, Рейчел Берри, Финна Хадсона, Бриттани Пирс, Мерседес Джонс, Сантаны Лопес, Ноя «Пак» Пакермана и Тины Коэн-Чэнг соответственно, и Майк О’Мэлли в роли отца Курта Барта Хаммела. Со слов журналиста Майкла Осьелло, один член основного состава, который не появится в шоу на регулярной основе, это Джессалин Гилсиг в роли бывшей жены Уилла — Терри Шустер, хотя она может появляться от случая к случаю. Даррен Крисс и Гарри Шам-младший, игравшие Блейна Андерсона и Майка Чанга соответственно, будут возведены в ранг регулярных актёров сериала. Мёрфи также заявил, что некоторые из оригинальных персонажей уйдут из шоу в конце сезона. Он объяснил: «Этот следующий сезон будет их последним годом в школе и, таким образом, они станут выпускниками. Мы не хотим делать шоу, в котором они были бы школьниками на протяжении восьми лет. Хотелось бы быть правдивыми в отношении этого жизненного этапа». Первоначально было заявлено, что третий сезон будет последним для Мишель, Монтейта и Колфера. Однако, во время конференции на San Diego Comic-Con International 2011 исполнительный продюсер Брэд Фэлчак заявил, что хотя Мишель, Монтейт и Колфер станут выпускниками к концу третьего сезона, «это не значит, что выпускаясь они покидают шоу». Фэлчак сделал акцент на том, что «отпускать их никогда не было нашим планом, намерением… Они не закончат с шоу после этого сезона».
Корд Оверстрит, игравший члена хорового коллектива Сэма Эванса во втором сезоне, не вернется в шоу в третьем сезоне. Со слов Фэлчака, Оверстрита звали обратно в качестве приглашённой знаменитости на десять эпизодов «с намерением сделать его регулярным персонажем в середине сезона», но актёр отказался. И, хотя Сэм теперь вне игры, Фэлчак сказал, что у Мерседес «есть новый бойфренд, которого она встретила летом, и он вполне хорош». ЛеМаркус Тинкер из Friday Night Lights будет играть новую любовь Мерседес — Маркуса. Известный ранее как «Бубба», он является «массивным полузащитником МакКинли Тайтанс». Их отношения сравнили с отношениями Кьюбы Гудинга и его жены в фильме «Джерри Магуайер». Он как бы «подталкивает её к тому, чтобы она хотела большего для самой себя». Райан Мёрфи сказал, что они планируют представить четырёх новых членов актёрского состава «детей, которые появляются вместе с их собственными историями». По крайней мере двое из них — женского пола: Шугар, которая состоятельна, самоуверенна и туга на ухо, и Шила — «современная Джоан Джетт». Временная роль Шугар будет исполнена Ванессой Ленгиз. Было заявлено, что Мензель снова появится в роли Шелби Коркоран в сюжетной арке протяженностью до двенадцати эпизодов, в которой она будет преподавать в МакКинли. Эпизоды с ней начали сниматься в конце августа 2011 года. Мёрфи также намеревается пригласить Гвинет Пэлтроу вернуться в роли заменяющего учителя Холли Холидей.
The Glee Project, реалити-шоу показывающее прослушивания к сериалу, начало транслироваться телеканалом Oxygen 12 июня 2011 года, последний его эпизод был показан 21 августа 2011 года. Главным призом была семиэпизодная гостевая роль в третьем сезоне. Первоначально шоу планировалось транслировать на Fox перед вторым сезоном, но оно было отменено из-за желания Мёрфи сконцентрироваться на основном сериале. Проект был возрождён, когда Oxygen приобрели права на повторный прокат «Хора» и Мёрфи взял на себя обязательства по продюсированию шоу, как части бренда «Хор». Ди Лорето выступил в роли исполнительного продюсера вместе с Майклом Девисом и Шоной Миноприо из Embassy Row. При поддержке хореографа «Хора» Заха Вудли и кастинг-директора Роберта Ульриха — отсмотревшего более 40 000 претендентов — они выбрали победителя по итогам десяти серий из короткого списка претендентов. После завершения съемок шоу Мёрфи объявил, что победитель будет играть заклятого врага Сью в сериале. Однако в The Glee Project было два претендента, выигравших семиэпизодную арку: Дэмиен Макгинти и Сэмюэль Ларсен. Два других финалиста: Линдси Пирс и Алекс Ньюэлл, — выиграли по двухэпизодной арке каждый. Было заявлено, что Макгинти появится в сериале начиная с четвёртого эпизода в роли Рори Фланагана, ученика по обмену, который живёт в семье Бриттани. Персонаж Ларсена появится в самом начале 2012 года — в десятом или одиннадцатом эпизоде, а персонаж Ньюэлла — во втором сезоне в качестве одного из солистов «Вокального адреналина».